# Daniel Stroock

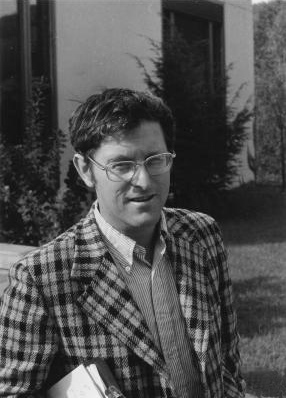
Daniel W. Stroock, 1976

Daniel Wyler Stroock (* 20. März 1940 in New York City; † 13. März 2025) war ein US-amerikanischer Mathematiker, der sich mit stochastischen Prozessen beschäftigte.

## Werdegang
Stroock studierte an der Harvard University, wo er 1962 seinen Bachelor-Abschluss machte. 1966 wurde er bei Henry McKean an der Rockefeller University promoviert (Some Applications of Probability Theory to Partial Differential Equations), wobei seine Arbeit auch von Mark Kac betreut wurde. 1968 bis 1972 war er Assistance Professor am Courant Institute of Mathematical Sciences of New York University. Ab 1972 war er Associate Professor an der University of Colorado, wo er 1975 Professor wurde. Ab 1984 war er Professor (ab 1992 Simons Professor) am Massachusetts Institute of Technology. Ab 1985 ist er außerdem Professor an der Beijing (Peking) Normal University. Außerdem war er unter anderem Gastprofessor an der Eidgenössischen Technischen Hochschule Zürich, in Paris und Löwen.
Mit S. R. S. Varadhan veröffentlichte er Ende der 1960er und Anfang der 1970er Jahre Arbeiten, in denen sie Martingale-Lösungen stochastischer Differentialgleichungen einführten, die den analytischen Zugang (Existenz-, Eindeutigkeits- und Konvergenzfragen) zu diesen Prozessen erheblich verbesserten.
1978/79 war er Guggenheim Fellow. Mit S. R. S. Varadhan erhielt er 1996 den Leroy P. Steele Prize. Er war Mitglied der National Academy of Sciences, der American Academy of Arts and Sciences und der Polnischen Akademie der Gelehrsamkeit (PAU) in Krakau. 1983 war er Invited Speaker auf dem Internationalen Mathematikerkongress in Warschau (Stochastic analysis and regularity properties of certain partial differential operators). Er war Fellow der American Mathematical Society.

## Schriften (Auswahl)
- mit Varadhan: Multidimensional diffusion processes. Springer 1979.
- Probability Theory - An Analytic View. 2. Auflage. Cambridge University Press, Cambridge / New York 2010, ISBN 978-0-521-13250-3, doi:10.1017/CBO9780511974243.
- Gaussian Measures in Finite and Infinite Dimensions (= Universitext). Springer, Cham 2023, ISBN 978-3-03123121-6, doi:10.1007/978-3-031-23122-3.